# Valea Bistrei, Caraș-Severin
Valea Bistrei este un sat în comuna Zăvoi din județul Caraș-Severin, Banat, România.

## Legături externe

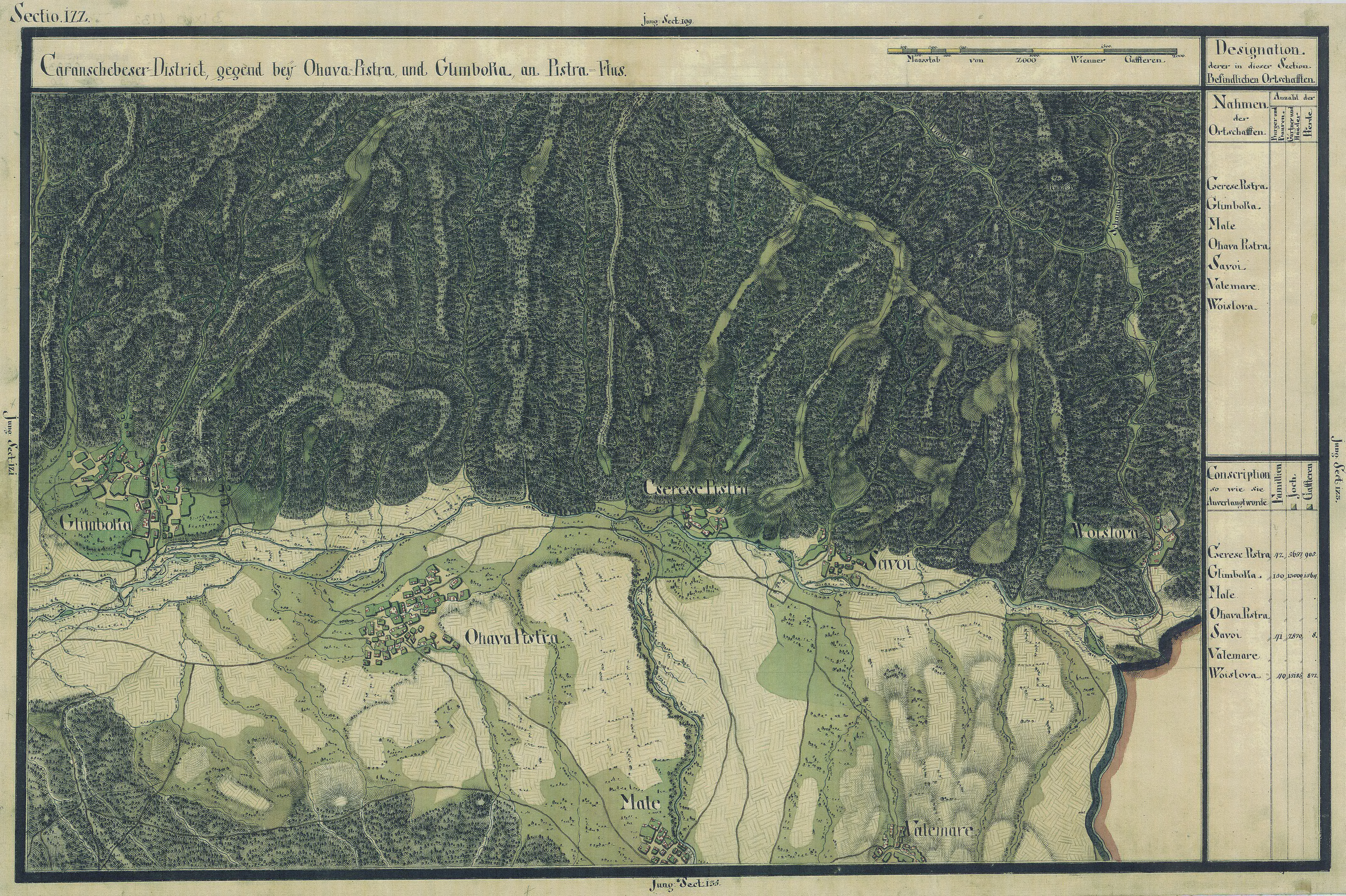
Valea Bistrei în Harta Iosefină a Banatului, 1769-72